# Fundação Centro de Hematologia e Hemoterapia do Estado de Minas Gerais
A Fundação Centro de Hematologia e Hemoterapia do Estado de Minas Gerais (Hemominas) é a fundação responsável pela saúde relacionada à hematologia e à hemoterapia em Minas Gerais.
Trata-se de Fundação pública, vinculada à Secretaria de Estado de Saúde (SES-MG), responsável pela execução da Política Nacional do Sangue no Estado de Minas Gerais. Criada em 1985 a partir da constatação da precariedade das políticas públicas relacionadas a hematologia e a hemoterapia, espelha o modelo francês de organização territorial, em rede, e tem, entre outras, as seguintes atribuições: - a doação voluntária de sangue e outros tecidos biológicos; - a normalização e distribuição da utilização do sangue, outros tecidos biológicos e hemoderivados; - a organização e sistematização da rede de instituições responsáveis pelo suprimento e distribuição do sangue, outros tecidos biológicos e hemoderivados, com definições das responsabilidades dos agentes públicos e dos particulares;  a promoção da pesquisa científica e do desenvolvimento tecnológico relacionados com o sangue, outros tecidos biológicos e hemoderivados e; - a realização do controle de qualidade dos produtos do sangue e de outros tecidos biológicos e a fiscalização da atividade. 
Cobrindo todo o estado de Minas Gerais, a Hemominas está presente, em níveis de complexidade diversos, com unidades em Além Paraíba, Belo Horizonte (3), Betim, Diamantina, Divinópolis, Frutal, Governador Valadares, Ituiutaba, Juiz de Fora, Montes Claros, Manhuaçu, Passos, Patos de Minas, Poços de Caldas, Ponte Nova, Pouso Alegre, São João Del Rei, Sete Lagoas, Uberaba e Uberlândia. 